# Akira Oba
Akira Oba (大場 啓 Oba Akira?, nacido el 2 de abril de 1976 en Fukuoka) es un exfutbolista japonés. Jugaba de centrocampista y su único club fue el Tokushima Vortis de Japón.

## Trayectoria

### Clubes
| Club             | País  | Año         |
| ---------------- | ----- | ----------- |
| Tokushima Vortis | Japón | 1996 - 2006 |